# Hanriot HD.3
Le Hanriot HD.3 est un avion militaire de la Première Guerre mondiale. Il est propulsé par un moteur Salmson (type Canton-Unné) de 9 cylindres en étoiles.